# Lançarote de Lagos
Lançarote de Lagos, de son vrai nom Lançarote de Freitas, est un navigateur et marchand d'esclaves portugais du XVe siècle.
Originaire de Lagos, il effectue plusieurs voyages en Afrique pour le compte de l'Infant Henri le Navigateur, dont il est l'écuyer et le chambellan. Lors de son premier voyage, en 1444, il ramène dans sa ville d'origine 200 esclaves qui y sont vendus. En 1450, il fonde une compagnie "pour le trafic des Noirs que les Maures amènent de l'intérieur".
Il accompagne par la suite Gil Eanes dans son expédition armée sur Tider pour combattre les Maures s'opposant aux visée d'Henri le Navigateur en Afrique.